# Eurybatos de Sparte
Eurybatos de Sparte (grec ancien : Ευρύβατος ο Λακεδαιμόνιος) ou Eurybatos de Lusi (Arcadie) (grec ancien : Ευρύβατος ο Λουσιεύς) est un vainqueur olympique du VIIIe siècle av. J.-C. originaire de Sparte.
Il remporta l'épreuve de lutte (πάλη / pálê) lors des 18e jeux de 708 av. J.-C. lorsqu'elle fut introduite pour la première fois dans le programme des Jeux,.

## Sources
- (en) Mark Golden, Sport in the Ancient World from A to Z, Londres, Routledge, 2004 (ISBN 0-415-24881-7).
- (it) Luigi Moretti, « Olympionikai, i vincitori negli antichi agoni olimpici », Atti della Accademia Nazionale dei Lincei, vol. VIII,‎ 1959, p. 55-199.
- Pausanias, Description de la Grèce [détail des éditions] [lire en ligne] (5, 8, 7).